# Клодт фон Юргенсбург, Иоганн Адольф
Барон (с 1714) Иоганн (Юхан) Адольф Клодт фон Юргенсбург (швед. Johann Adolf Clodt von Jürgensburg; 5 августа 1658, Швеция — 20 октября 1720 или 21 октября 1720, Москва) — шведский военный и государственный деятель, генерал-лейтенант, последний шведский комендант Риги, основатель русской и баронской ветви рода Клодт.

## Биография
Представитель остзейского немецкого рода Клодт фон Юргенсбургов. Родился в 1658 году в семье капитана шведской службы Густава Клодта фон Юргенсбурга (1621–1681) и его супруги Бриты, урождённой Стюарт (ум. 1668).
В молодом возрасте поступил в шведскую армию корнетом в полк Вольмара Врангеля. В 1694 году был  подполковником Нюландского пехотного полка, и одновременно (в 1694—1696) годах был эстляндским предводителем дворянства (капитаном рыцарства). В 1702 году возглавил Рижский полк, в 1706 году был повышен до генерал-майора. В 1709 году был назначен комендантом, а в 1710 году — вице-губернатором Риги.
В том же году Рига была взята русскими войсками, а Клодт фон Юргенсбург доставлен в Москву, где содержался в качестве военнопленного.
Шведское командование не забывало о Клодте фон Юргенсбурге: в 1714 году он, по-прежнему, находясь в плену, был возведён шведским королём Карлом XII в баронское достоинство, а около 1720 года заочно повышен до генерал-лейтенанта. 
Клодт фон Юргенсбург скончался в плену в Москве в 1720 году. Однако, после окончания Северной войны, его многочисленные дети были приняты в подданство России, сохранили свои прибалтийские поместья и были утверждены в баронском достоинстве. 
Все последующие представители рода баронов Клодт в России, включая скульптора Петра Карловича Клодта, пейзажистов Михаила Константиновича и Николая Александровича, являлись потомками Иоганна Адольфа Клодта фон Юргенсбурга.

## Семья
Иоганн Адольф Клодт фон Юргенсбург был женат дважды. В первый раз (с октября 1682 года) он женился на баронессе Анне Маргарите фон Ливен (1667—1704). После её смерти и двух лет траура, Клодт фон Юргенсбург женился вторично — на графине Юлиане Кристине Бонде аф Бьёрне (1684–1758). Второй брак был заключен в Стокгольме.
От обоих браков Клодт фон Юргенсбург имел в общей сложности восемь детей, причём все его сыновья первоначально служили офицерами в шведской армии.
Тесные родственные связи существовали между Клодтом фон Юргенсбургом и шведским генералом Карлом Адамом фон Штакельбергом (1669—1749). Штакельберг был женат четыре раза, из них первый раз — на родственнице жены генерала Клодта, второй раз — на его родной сестре, четвёртый раз — на вдове. Родственные связи третьей жены Штакельберга с бароном Клодтом по источникам не прослеживаются.